# Levalõpme
Levalõpme est un village de la paroisse de Muhu, dans le comté de Saare, dans l'ouest de l’Estonie.

## Source
- (en) Cet article est partiellement ou en totalité issu de l’article de Wikipédia en anglais intitulé « Levalõpme » (voir la liste des auteurs).